# 皆野寄居バイパス

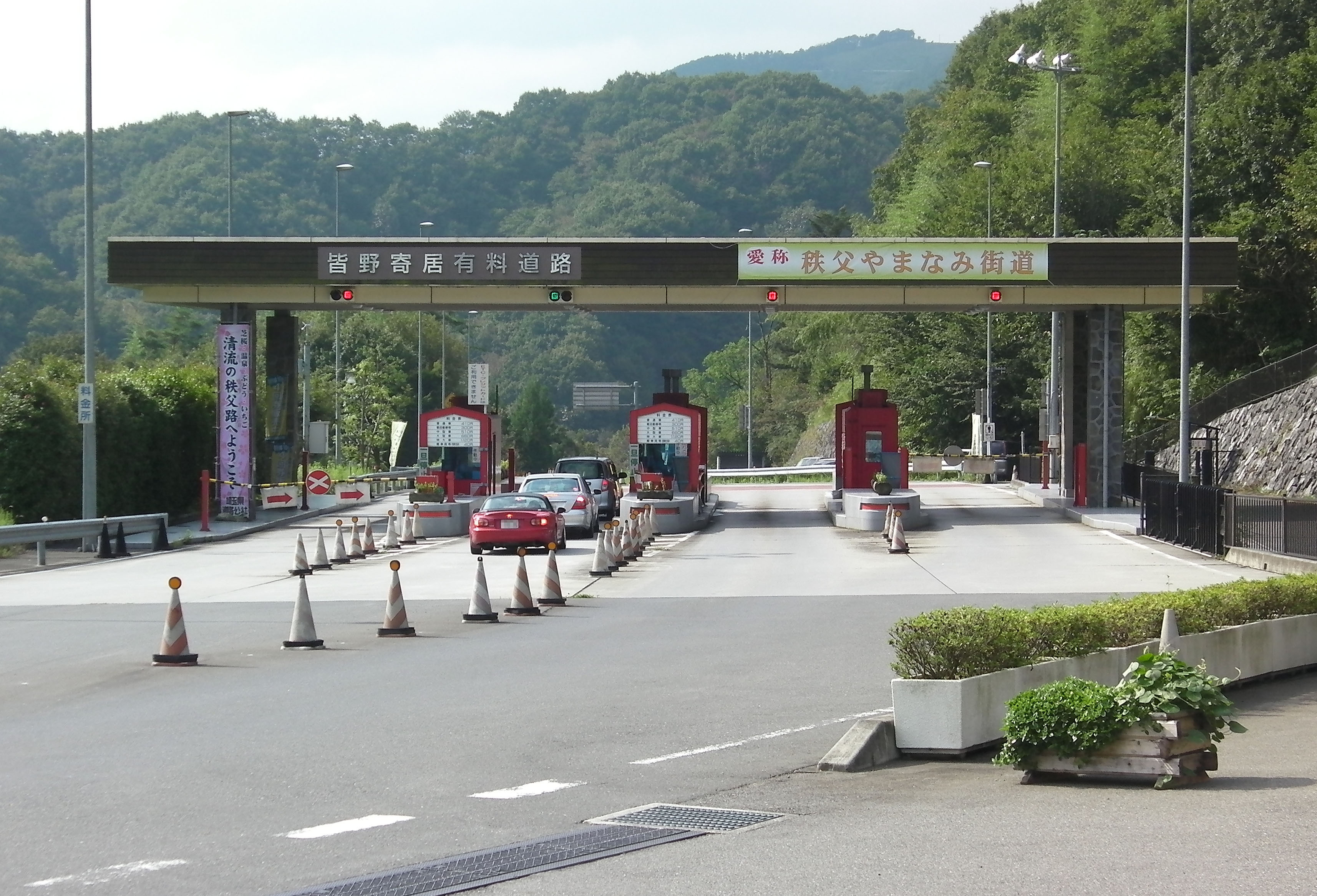
皆野寄居有料道路料金所（2010年10月）

皆野寄居バイパス（みなのよりいバイパス）は、埼玉県大里郡寄居町と秩父郡皆野町とを結ぶ国道140号のバイパス道路であり、西関東連絡道路（地域高規格道路）構想の一部を構成する道路である。延長9.88kmである。愛称は「秩父やまなみ街道（ちちぶやまなみかいどう）」。
国道140号旧道の長瀞町周辺に於ける混雑回避を目的として整備された路線で、寄居町大字風布（寄居風布IC）から美の山トンネル南出口先（皆野大塚IC終点）までの6.88 km が有料区間となっている。この区間は 皆野寄居有料道路（みなのよりいゆうりょうどうろ）と呼ばれ、埼玉県道路公社によって管理が行われている。
皆野寄居バイパスは、2001年3月28日に寄居町大字折原（寄居折原IC）から終点である皆野町大字皆野までが開通、さらに2005年3月29日に荒川に架かる末野大橋が完成し、バイパスとして全線開通した。
歩行者・自転車・小型特殊自動車は通行禁止となっている。

## 概要（有料道路区間）
- 路線名：一般国道140号
- 起点：埼玉県大里郡寄居町大字風布
- 終点：埼玉県秩父郡皆野町大字皆野
- 延長：6.88 km
- 規格：第3種第1級
- 道路幅員：暫定9.5 m（完成18.5 m）
- 車線数：暫定2車線（完成4車線）
- 車線幅員：3.5m
- 設計速度：暫定60 km/h（完成80 km/h）
- 事業費：約188億円

## 通行料金
ETCは利用不可。
- 普通車 - 430円
- 中型車 - 530円
- 大型車 - 690円
- 特大車 - 1,170円
- 軽自動車等 - 320円
- 原動機付自転車 - 40円

## 沿革
- 1995年10月2日：着工。
- 2001年3月28日：寄居町大字折原 - 皆野町大字皆野間暫定2車線で供用開始。
- 2005年3月29日：寄居町大字末野 - 寄居町大字折原間暫定2車線供用開始、これに伴い全線開通。
- 20XX年：皆野秩父バイパス建設開始に伴い、直線化していた終点大塚交差点付近をインターチェンジ化を前提としたランプ構造に変更。
- 2017年3月25日：皆野秩父バイパス開通に伴い、終点大塚交差点手前で皆野秩父バイパスと直結・ランプ化し、ハーフICの皆野大塚インターチェンジとして正式に供用開始[1]。
- 2020年4月：通行料金の支払いにSuica等の交通系ICカードが利用可能となる。
- 2031年（令和13年）3月27日：料金徴収期間終了（予定）

## インターチェンジ一覧

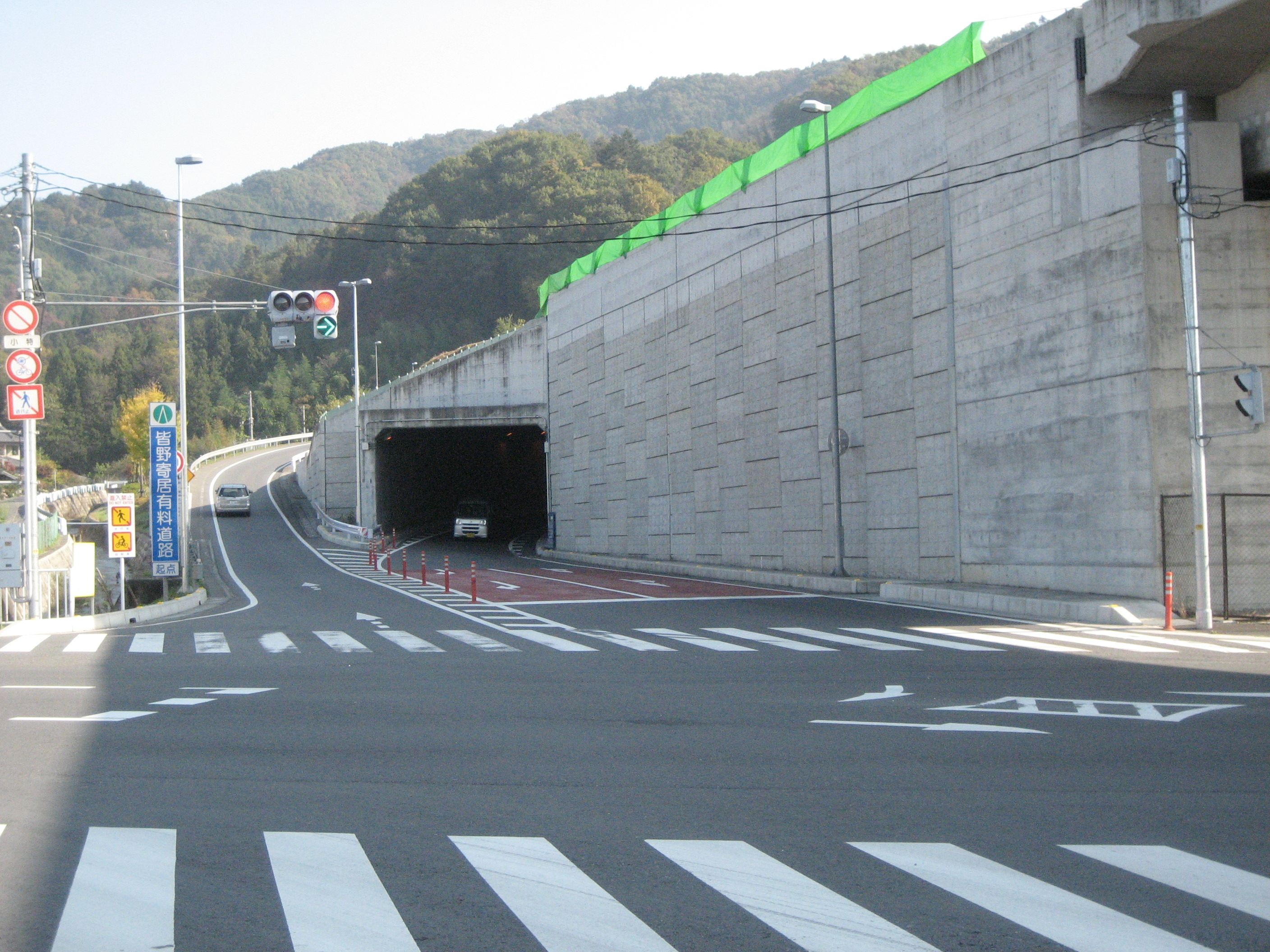
大塚交差点（皆野大塚IC）

- IC番号欄の背景色が■である部分については道路が供用済みの区間を示している。
- （数字）は、他路線の番号。
- 英略字は以下の項目を示す。
IC：インターチェンジ、TB：本線料金所、TN：トンネル

| 国道140号／国道140号バイパス（熊谷方面）に接続 |                |                                                            |     |     |              |
|                                                | 末野大橋       |                                                            | 0.0 |     |              |
|                                                | 寄居折原IC     | 埼玉県道349号広木折原線                                    |     |     | 皆野方面のみ |
| TN                                             | 寄居トンネル   |                                                            | ↓   | ↑   | 延長1,320 m  |
|                                                | 寄居風布IC     |                                                            |     |     |              |
| TN                                             | 釜伏トンネル   |                                                            | ↓   | ↑   | 延長2,560 m  |
| TB                                             | 本線料金所     |                                                            |     |     |              |
|                                                | 皆野長瀞IC     | 埼玉県道82号長瀞玉淀自然公園線 埼玉県道348号下戦場塩貝戸線 |     |     |              |
| TN                                             | 美の山トンネル |                                                            | ↓   | ↑   | 延長1,614 m  |
|                                                | 皆野大塚IC     | 国道140号 皆野秩父バイパスランプ線新皆野橋                 |     | 0.0 |              |
| 皆野秩父バイパスに接続                         |                |                                                            |     |     |              |

## 地理
寄居町-皆野町間を荒川沿いに大きく迂回する現道に比べ、トンネルを使ってショートカットして直線的に結んでいるバイパスとなっている。
ただし、国道140号の前身にあたる古来の秩父往還は、釜伏トンネルで付近を通過している釜伏峠を経由していたため、ショートカットではなく原点回帰とも言える。

## 接続するバイパスの位置関係
（熊谷方面）国道140号バイパス - 皆野寄居バイパス - 皆野秩父バイパス - 長尾根バイパス - 大滝トンネル - 雁坂トンネル有料道路 - 甲府山梨道路（甲府方面）